# Pärsti kommun
Pärsti kommun är en kommun i södra Estland. Den ligger i landskapet Viljandimaa, 130 km söder om huvudstaden Tallinn. Antalet invånare är 3 824. Arean är 211 kvadratkilometer.
Terrängen i Pärsti kommun är huvudsakligen platt.
Följande samhällen finns i Pärsti kommun:
- Ramsi
- Päri
- Jämejala
- Puiatu
- Mustivere
- Pinska
- Heimtali
- Savikoti
- Pärsti
- Vardi
- Sinialliku
- Tohvri

Trakten ingår i den hemiboreala klimatzonen. Årsmedeltemperaturen i trakten är 3 °C. Den varmaste månaden är juli, då medeltemperaturen är 18 °C, och den kallaste är januari, med −12 °C.